# Aéroport national de Tamuín
L’aéroport national de Tamuín (code IATA : TSL • code OACI : MMTN • code DGAC M. : TMN) est un aéroport situé à Tamuín,  dans l'État de San Luis Potosí, au Mexique. Il gère le trafic aérien national pour les villes de Tamuín et Ciudad Valles. 
L’aéroport a été intégré au réseau ASA en 1965. Il a une superficie d’environ 130 hectares et une plate-forme pour l’aviation commerciale de 3 000 m2. Il a également une position et une piste de 1,4 km de long, susceptible de recevoir des avions de type ATR 42.
Il dispose de son propre parking, d’une capacité de 17 places.

## Statistiques
En 2017, l'aéroport a traité 1 783 passagers et, en 2018, 1 338 passagers. 

## Voir également
- Liste des aéroports les plus fréquentés au Mexique